# Rue Dutot
Pour les articles homonymes, voir Dutot.
La rue Dutot est une voie du 15e arrondissement de Paris, en France.

## Situation et accès
La rue Dutot est orientée globalement nord-est/sud-ouest, dans le 15e arrondissement de Paris. Elle débute au nord au niveau du 52, rue des Volontaires et de la rue Vigée-Lebrun et se termine 375 m au sud au 5, place d'Alleray.
Outre ces voies, la rue Dutot est rejointe ou traversée par plusieurs rues ; du nord au sud :
- nos 43 et 46 : début à la rue des Volontaires ;
- nos 53-53 bis et 58-60 : rue Mathurin-Régnier ;
- nos 59-61 et 64-66 : rue Bargue ;
- nos 70 bis-72 et 67 bis-69 : rue de la Procession.

## Origine du nom
La rue Dutot tire son nom de celui d'un ancien propriétaire.

## Historique
Cette voie, de l’ancienne commune de Vaugirard, est ouverte à partir de 1845 et rattachée à la voirie de Paris en 1863. Elle s'étendait jusqu'au boulevard Pasteur, mais en 1934 la partie nos 1-41 et nos 2-44 située au-delà de la rue des Volontaires a été détachée pour créer la rue du Docteur-Roux.

## Bâtiments remarquables et lieux de mémoire
- No 53 : le 26 juin 2020, un homme de 34 ans, très défavorablement connu de la police, notamment pour trafic de stupéfiants, est abattu de trois balles devant le snack situé presque à l’angle de la rue Mathurin-Régnier[2].
- No 65 : service du ministère de l'Éducation nationale.
- No 70 bis : immeuble, dont le rez-de-chaussée comporte la devanture d'une boulangerie, installée vers 1910[3].